# Exteriér
Exteriér (z franc. extérieur, vnější) označuje to, co je vnější či okolní, v protikladu k interiéru jako vnitřnímu. Užívá se jako odborný termín v různých oborech.

## Architektura

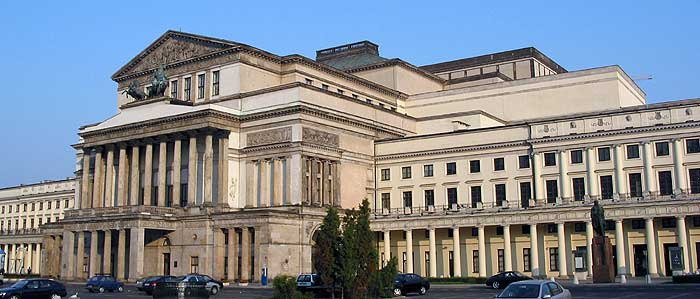
Klasicistická architektura. Teatr wielki ve Varšavě

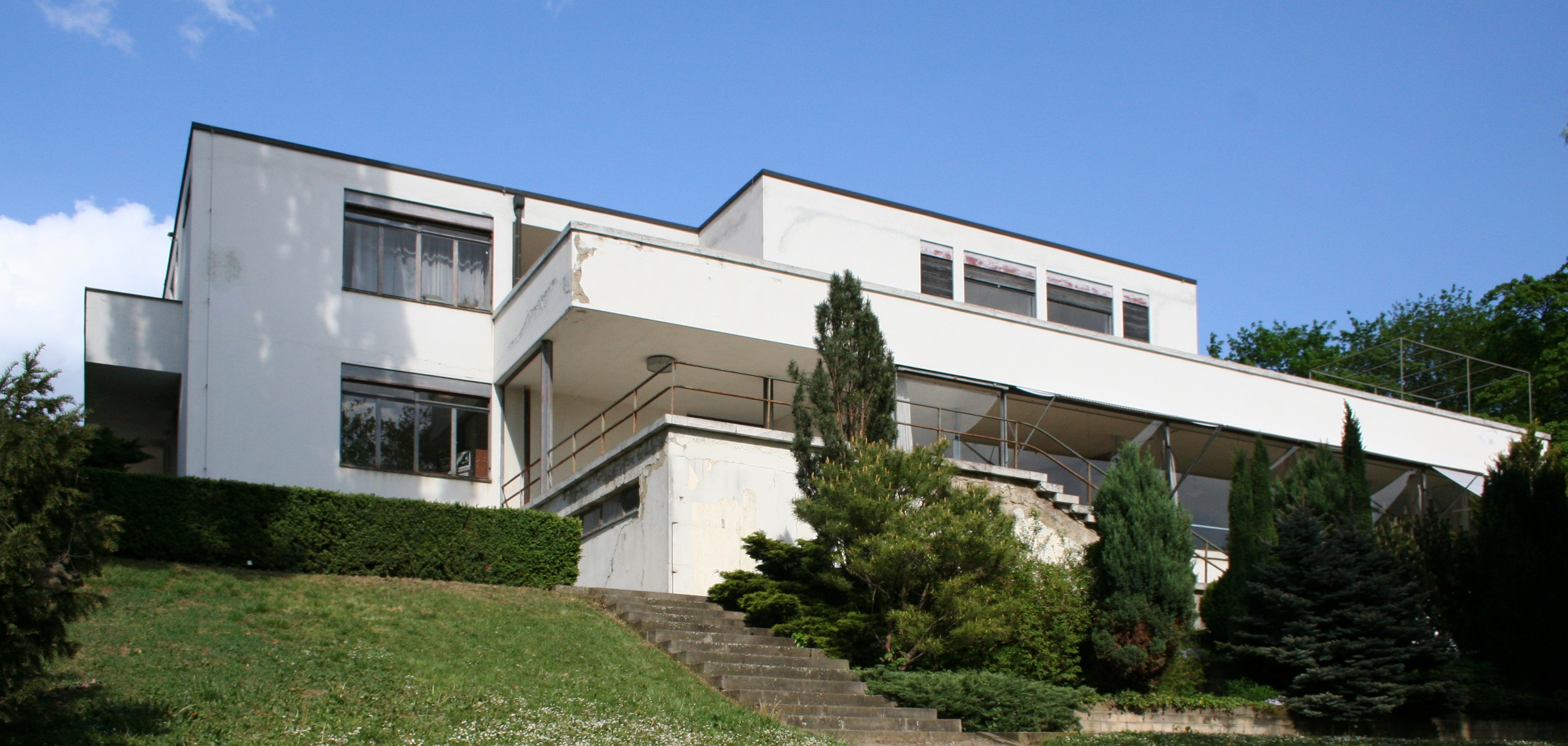
Funkcionalistická architektura. M. van der Rohe: Vila Tugendhat v Brně

Exteriér znamená předně vnější vzhled a povrch budovy a jeho vztah k interiéru, vnitřnímu členění budovy, je důležitá otázka teorie architektury. Zatímco starší stavební slohy podřizovaly vnitřní členění stavby požadavkům pravidelného exteriéru (fasády), funkcionalistická architektura vystoupila s požadavkem, aby se exteriér přizpůsoboval potřebám funkce a tedy interiéru.
Exteriér stavby je vystaven povětrnostním vlivům, dešti, mrazu apod. Proto se pro něj užívají jiné, odolnější materiály než pro interiéry.
K exteriéru budovy může patřit například také:
- zahrada (střešní zahrada)
- jezírko
- skalka
- bazén
- dětské hřiště
- trávník
- chodníky
- stromy a keře
- ploty a branka

Na jejich projektování se může podílet zahradní architekt.

## Chovatelství
Při šlechtění a popisu různých ras a plemen domestikovaných zvířat, zejména koní, psů, koček atd. hraje významnou roli jejich exteriér, to jest souhrn jejich vnějších tělesných znaků.

## Film
Jako exteriéry se ve filmu označují scény natáčené mimo filmový ateliér, pod širým nebem.